# Bisbe-comte
En bisbe-comte, a la historiografia europea, era un feudatari d'extracció eclesiàstica investit del benefici d'un comtat per l'Emperador. Sobretot, el poder regi dels otonians hauria perseguit una política sistemàtica de potenciació dels bisbes a mitjan segle x. El concepte de bisbe-comte ha estat posat en discussió pels historiadors contemporanis: encara quan el bisbe rebia drets sobre territori corresponent al comtat carolingi, es tractava només de l'expansió del poder episcopal ja exercit sobre la ciutat i el bisbe no entrava al quadre de l'ordenament públic.
Els bisbes van assumir una gran rellevància durant les dinasties otoniana-saxona i sàlica, que van crear una estreta relació entre el poder temporal personal i institucional de l'emperador i de les diòcesis (però també les abadies) del Sacre Imperi Romanogermànic. En la historiografia alemanya es parla d'un "sistema de l'Església imperial otoniana-sàlica" (Reichskirchensystem).
Al Sacre Imperi, l'Església va tenir un paper vital a partir d'Otó el Gran que va ser capaç de tenir veu i vot en l'assignació de totes les eleccions episcopals i abacials, exercint una influència decisiva en l'elecció dels candidats.
Ja en l'època dels governants de la dinastia carolíngia havia promogut als alts càrrecs eclesiàstics clergues que havien servit a la Capella Imperial i els emperadors romanogermànics procediren decididament augmentant d'acord amb aquest principi. Les diòcesis van ser guiades per persones de confiança de l'emperador, que garantia generosament immunitat i regalies.
A canvi d'aquest tractament favorable als bisbes, que a partir del segle xi eren cada vegada més prínceps de l'imperi, van prestar el considerat "servitium regis". Incloïa el deure de donar cabuda a la cort imperial, de posar a disposició contingents militars per a l'exèrcit del sobirà i d'altres serveis de naturalesa diplomàtica i administrativa. D'aquesta manera les propietats de l'Església eren equivalents a les imperials i sovint millor gestionades que aquestes darreres.
Des del punt de vista del sistema feudal aquesta pràctica tenia un avantatge decisiu: mentre que els vassalls jeien tractant de convertir el seu feu en una propietat heretable, bisbes i abats no tenien aquest problema i a la seva mort el feu tornava de nou al senyor feudal, que podria tornar-lo a assignar a un vassall fidel.
En aquest sentit, els otonians no va inventar res de nou, ja que aquesta pràctica es remunta a l'època de Carlemany i també va estar present en altres regnes europeus. Ni tan sols es pot establir un moment específic a què aquesta pràctica es convertí en una forma conscient pràctica.
Va ser, però, un sistema en què dos es trobaven a les zones de conflicte d'autoritat de l'emperador i el Papa. Amb la reforma de Cluny va créixer resistència a la "temporalització" de càrrecs eclesiàstics i va donar lloc a la posterior lluita de les Investidures. Va acabar amb el Concordat de Worms, que no abolir aquest sistema, però va reduir significativament la influència del sobirà. No obstant això, en el Sacre Imperi Romà, la pràctica de l'associació dels drets feudals i territorials al càrrec de bisbe va continuar fins a la seva dissolució el 1806.
Fins i tot a Itàlia, molts bisbes han exercit poders senyorials amb el títol de Comte. En el cas de Ceneda el propi bisbe-comte va ser sobirà fins a 1768.